# Gil Teixeira Lopes
Gil Teixeira Lopes ComIH • ComSE (Mirandela, 1936 – Lisboa, 10 de novembro de 2022) foi um pintor e professor catedrático português, condecorado pelo Governo Português.

## Biografia
Nascido em Mirandela, em 1936, Gil Teixeira Lopes fez os estudos artísticos iniciais na Casa Pia de Lisboa. Foi depois bolseiro da Academia Nacional de Belas-Artes e da Fundação Calouste Gulbenkian em Espanha, França, Itália e Inglaterra.
Lecionou na Faculdade de Belas Artes da Universidade de Lisboa desde 1960 a 1995, onde passou ainda por diversos cargos de gestão.
Gil Teixeira Lopes é autor de uma extensa obra neofigurativa e abstrata em pintura, gravura e escultura. No seu percurso artístico constam centenas de exposições individuais e coletivas em Portugal e no estrangeiro.
A sua obra está representada em coleções nacionais e estrangeiras, como é o caso das da Fundação Calouste Gulbenkian, da Biblioteca Nacional de Paris, do Museu do Vaticano, do Museu de Bronx-New York, da Biblioteca do Congresso em Washington, e do Museu de Arte Moderna do Rio de Janeiro.
Gil Teixeira Lopes foi também membro da Cooperativa dos Gravadores Portugueses, da Sociedade Nacional de Belas Artes e da Academia Nacional de Belas Artes, e integrou ainda inúmeros júris e painéis internacionais em Portugal e no estrangeiro.
Faleceu a 10 de novembro de 2022 em Lisboa, aos 86 anos, segundo anunciou a Faculdade de Belas Artes da Universidade de Lisboa.

## Reconhecimento
Ao longo da sua carreira somou mais de 30 prémios e distinções, nomeadamente na Bienal de Florença de 1970 e 1972, na Bienal de Cracóvia de 1971, na Bienal de Seul de 1972, na Bienal de S. Paulo em 1973, na Bienal da Noruega em 1972, 1984 e 1986, e na Bienal do México em 1980.
Em 1987, Gil Teixeira Lopes foi condecorado com a Comenda da Ordem do Infante D. Henrique pela Presidência da República, pelo seu mérito internacional. Em 2018, foi agraciado com o Grau Comendador da Ordem Militar de Sant'Iago da Espada.